# Offenseebahn
| Offenseebahn      | Offenseebahn        |
| ----------------- | ------------------- |
| Streckenlänge:    | 17,5 km             |
| Spurweite:        | 800 mm (Schmalspur) |
| Maximale Neigung: | 39,4 ‰              |
|                   |                     |

Die Offenseebahn war eine schmalspurige Waldbahn im Offenseegebiet (Salzkammergut, Oberösterreich).

## Geschichte
Anfänglich wurden die Sudpfannen der Saline Ebensee mit Holz befeuert, das aus dem Offensee mittels Holztrift zur Saline gelangte. Nach der Umstellung der Saline auf Kohle musste das Holz als Nutzholz neue Abnehmer finden. Durch die Trift wurde das Holz beschädigt und es verlor an Wert. Zur Bewältigung der neuen Transportaufgabe wurde zwischen 1899 und 1906 in Teilabschnitten eine Waldbahn mit einer Spurweite von 800 mm errichtet.
Am 26. November 1906 wurde offiziell der Waldbahnbetrieb auf der Offenseebahn aufgenommen. Nach dem anfänglichen Betrieb als Schwerkraftbahn wurde am 22. Juni 1909 nach einer technisch-polizeilichen Überprüfung der provisorische Betrieb mit Lokomotiven bis zum Kilometer 8,1 Offensee bewilligt. Mit der Dampflokomotive konnten jährlich bis zu 10 000 Festmeter Langholz transportiert werden. Die letzte Fahrt fand am 10. Juli 1954 statt. Es folgte der rasche Abbau der Strecke, verwendbare Fahrzeuge kamen zur Waldbahn Reichraming. Anlässlich der Salzkammergut Oberösterreichischen Landesausstellung 2008 wurde nahe dem Schloss Ort in Gmunden eine kleine Schauanlage zum Thema Waldwirtschaft errichtet. Zu den Schaustücken zählt auch ein Langholztransportwagen der Offenseebahn.

## Strecke
Die Strecke begann im Bahnhof Steinkogl der Salzkammergutbahn. Danach stieg sie steil an und endete schließlich nach 11,5 km im Forst. Die Gesamtlänge von 17,5 km ergab sich aus einigen Nebenlinien zu weiteren Holzlagerplätzen.

## Personenverkehr
Das ehemalige kaiserliche Jagdhaus am Offensee beherbergte ab 1919 eine Kinderheilstätte, das nahe Forsthaus eine Labestation. Um die Patienten, das Pflegepersonal und die Ärzte sowie das Forstpersonal befördern zu können, wurde die Waldbahn 1929 in eine „Bahn mit beschränkt öffentlichem Verkehr“ umgewandelt.

## Fahrzeuge
Bis 1942 fand eine Ct-Zwillingsnassdampf-Lokomotive von der Linzer Fabrik von Krauss & Comp. des Baujahres 1907 Verwendung. 1941 kam als Ersatz für die Dampflokomotive eine Deutz-Diesellokomotive mit 75 PS zum Einsatz, die nach dem Abbau nach Reichraming transportiert wurde.